# Volstroff
Volstroff település Franciaországban, Moselle megyében. Lakosainak száma 2074 fő (2022. január 1.). Volstroff Guénange, Bertrange, Luttange, Metzeresche, Metzervisse, Rurange-lès-Thionville és Stuckange községekkel határos.

## Népesség
A település népessége az elmúlt években az alábbi módon változott:
| Lakosok száma | 1703 | 1906 | 2004 | 1965 | 1999 | 2034 | 2048 | 2057 | 2074 |
|               | 2013 | 2015 | 2016 | 2017 | 2018 | 2019 | 2020 | 2021 | 2022 |